# Labyrinth
Labyrinth – szósty album studyjny brytyjskiego zespołu Juno Reactor wydany 29 września 2004 w USA przez wytwórnię Metropolis Records oraz 26 października 2004 w Japonii przez Universal Music. Utwory znajdujące się na albumie należą do nurtu muzyki psychedelic trance oraz goa trance.
Na krążku znajdują się dwa utwory (Mona Lisa Overdrive i Navras), które zostały skomponowane we współpracy z amerykańskim dyrygentem Donem Davisem. Ben Watkins współpracował z nim przy współtworzeniu ścieżek dźwiękowych do filmów Matrix: Reaktywacja oraz Matrix: Rewolucje.

## Premiery
- 29 IX 2004 – CD: [UNIVERSAL J: UPCI-1013]
- 26 X 2004 – CD: [METROPOLIS: MET 346]

## Lista utworów
1. Conquistador I (06:02)
2. Conquistador II (05:06)
3. Giant (04:00)
4. War Dogs (05:00)
5. Mona Lisa Overdrive (04:45)
6. Zwara (06:35)
7. Mutant Message (06:10)
8. Angels and Men (07:07)
9. Navras (09:06)

## Ekipa

### Produkcja

#### Muzyka
- Ben Watkins (wszystkie utwory)

#### Instrumenty
- Eduardo Niebla (utwory: 1, 2, 4) – gitara
- Greg Ellis (utwory: 1, 2, 5, 6, 9) – perkusja, bębny
- Nick Burton (utwory: 1, 2, 4, 6) – perkusja
- Mabi Thobejane (utwory: 2, 3, 5, 7, 8, 9) – perkusja
- Risegna Makondo (utwór: 2) – perkusja
- Victor Indrizzo (utwór: 3) – bębny
- Budgie (utwór: 4) – bębny
- Tigram (utwór: 4) – ney
- Calina De La Mare (utwór: 4) – skrzypce
- Scarlet (utwór: 5) – gitara
- Mike Fisher (utwór: 5) – perkusja
- Gocoo (utwór: 6) – bębny (taiko)
- Greg Hunter (utwór: 6) – gitara basowa
- Simpiwe Matole (utwór: 6) – perkusja
- Youth (utwór: 7) – gitara basowa
- Deepak Ram (utwór: 9) – flet

#### Wokal
- Taz Alexander (utwory: 1, 4, 8)
- Diane Charlemagne (utwór: 3)
- Suzan Hendricks (utwór: 6)
- Azam Ali (utwór: 9)
- Lakshmi Shankar (utwór: 9)
- Deepak Ram (utwór: 9)
- Mabi Thobejane (utwór: 9)

#### Dyrygent
- Don Davis (utwory: 5, 9)

### Postprodukcja
- Greg Hunter – montaż (utwory: 1, 5, 6, 9)
- Nick Burton – montaż (utwór: 2) i edytor bębnów (utwór: 3)
- Adam Wren – montaż (utwory: 3, 4, 7)
- Zig Gron – edytor (utwory: 5, 9)
- Scott Oyster – montaż (utwory: 5, 9)
- Toto Annihilation – montaż (utwór: 8)
- Kevin Metcalfe – mastering
- Simon Watkins – projekt graficzny
- Squalis – projekt graficzny